# Anaxagoras

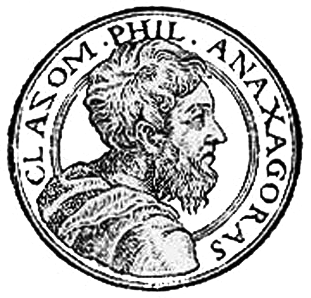
Anaxagoras

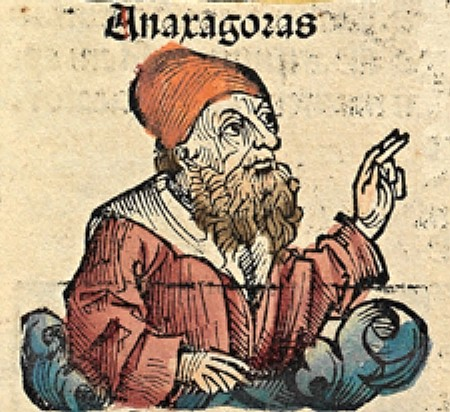
Afbeelding van Anaxagoras in de Kroniek van Neurenberg.

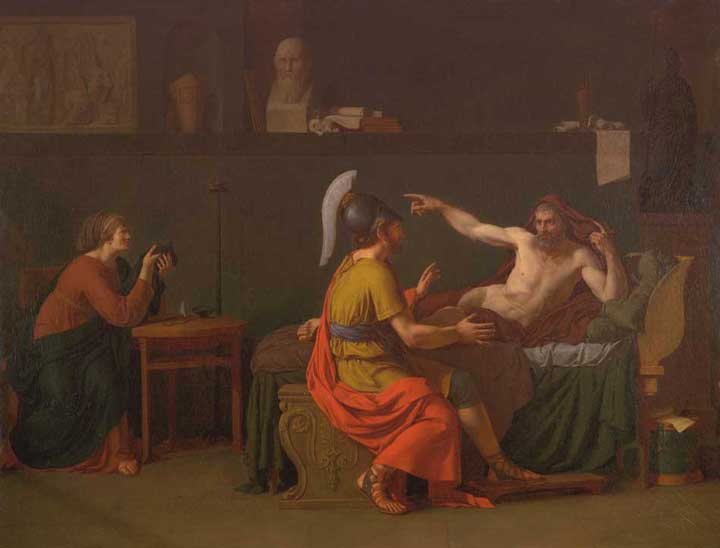
Anaxagoras en Pericles

Anaxagoras (Oudgrieks: Ἀναξαγόρας (ὁ Κλαζομένιος), Anaxagoras (ho Klazomenios)) (Clazomenae, Ionië, ca. 500 v.Chr. - Lampsacus, ca. 428 v.Chr.) was een presocratische filosoof en astronoom.

## Leven
Hij was een leerling van Anaximenes en zette de natuurwetenschappelijke traditie van Ionië voort. Hij ging naar Athene, wellicht op verzoek van de staatsman Pericles, die van hem alles overnam wat in staat bleek zijn redenaarskunst te bevorderen, zoals Plato vermeldt. Mogelijk heeft hij ook de schrijver Euripides beïnvloed.
Hij heeft dertig jaar in Athene gewoond en gewerkt en hij was degene die er de filosofie en de in Ionië ontstane wetenschappelijke onderzoeksgeest introduceerde. Hij genoot veel aanzien, niet in de laatste plaats van zijn tijdgenoot Pericles. Toen Pericles oud werd, kregen zijn vijanden de overhand. Zij beschuldigden Anaxagoras van pro-Perzische sympathieën en het verwaarlozen van de religie, omdat hij leerde dat de zon een gloeiende steen was, en de maan louter aarde. Pericles wist met moeite een veroordeling te voorkomen, maar Anaxagoras verliet wel noodgedwongen Athene, om terug te keren naar Ionië. Blijkbaar boden de koloniën een beter klimaat voor het nieuwe, vrijgevochten denken dan het moederland met zijn diepgewortelde tradities.

## Leer
Hij onderwees dat alle substanties in het universum ontstaan zijn uit een onbegrensde hoeveelheid van kwalitatief verschillende oerelementen, die de kiemen vormen van alle dingen. De oorspronkelijke toestand van het universum was een oerchaos, gebaseerd op de theorie van het apeiron bij Anaximander. De wereld was in dat stadium niet meer dan een oneindig grote verzameling van ongedifferentieerde en ongestructureerde stoffelijke deeltjes, die Anaxagoras Spermata noemde. Deze oerelementen hebben altijd reeds bestaan en er is geen sprake van ontstaan of vergaan van de wereld. 
Belangrijk in dit opzicht is dat Anaxagoras als eerste filosoof een abstract filosofisch begrip heeft ingevoerd, namelijk de Nous. Deze Nous moet opgevat worden als een denkende, redelijke, almachtige, maar onpersoonlijke Geest. Dankzij deze geest is er uit de oer-chaos een welgeordende wereld ontstaan. Het lijkt er op dat Anaxagoras deze Nous alleen als een soort van onbewogen beweger beschouwt, die, na de eerste stoot gegeven te hebben, de schepping verder aan zijn lot overlaat. Dit zou later Plato, en Socrates, tot de tegenwerping brengen dat deze opvatting van Nous leek op een deus ex machina waaraan onmogelijk echte kennis kon worden toegeschreven. Socrates had gehoopt in de theorie van Anaxagoras een antwoord te vinden op de belangrijke vragen die hij zich stelde met betrekking tot de menselijke geest. Anaxagoras zocht echter overal zuiver natuurlijke, mechanische oorzaken. Omdat in elke kiem alle kwaliteiten aanwezig zijn: Alles is in alles, is overgang van de ene stof in de andere mogelijk, doordat hij meer of minder van een bepaalde kwaliteit krijgt. Zo konden uit een veranderende samenstelling van verschillende oerdeeltjes alle stoffen en objecten gevormd worden en zijn ontstaan en vergaan slechts schijn. De dingen veranderen slechts in compositie en inhoud. Zijn theorie van alles is in alles (Homoiomeria) houdt ook in dat geen enkele stof (behalve de Nous) puur is, maar er steeds andere stoffen aanwezig zijn. 
De levende wezens onderscheiden zich van de dode doordat zij door de Nous bezield worden. Het is dezelfde Nous die mensen en dieren bezielt. De mens lijkt superieur aan de dieren omdat hij handen heeft. De schijnbare verschillen in intelligentie zijn het gevolg van lichamelijke verschillen.
Anaxagoras gaf de juiste verklaring voor de zonsverduisteringen en kwam reeds tot het inzicht dat de maan dichter bij de aarde stond dan de zon. Net als de zon zijn ook de sterren vurige stenen. Het feit dat ze gloeien verklaarde hij uit hun snelle rotatie ten opzichte van hun naaste omgeving. In tegenstelling tot de zon kunnen wij er de warmte niet van voelen, maar enkel omdat ze zo ver van ons verwijderd zijn. De zon zou volgens Anaxagoras groter zijn dan de Peloponnesos. Op de maan meende hij bergen te herkennen en hij meende dat er ook levende wezens woonden. In navolging van zijn mentor Anaximenes beschouwde hij de aarde als een schijf, die op lucht zweefde en schuin hing ten opzichte van de zon, waardoor er verschillende temperaturen waren op aarde.
Daarnaast bewees hij dat lucht geen vacuüm, maar een stoffelijke substantie was. Hij bewees dit door het opblazen van uiers en door een pipet waarbij het water werd tegengehouden door lucht. Ook concludeerde hij dat geluid een beweging van de stoffelijke lucht was. 
Het is bekend dat Anaxagoras een boek schreef. Dit boek is niet bewaard gebleven, maar fragmenten werden overgedragen in het werk van Simplicius.